# Kennan
Kennan è un villaggio degli Stati Uniti d'America, situato in Wisconsin, nella contea di Price.